# The Great Wall Street Fortune Hunt
The Great Wall Street Fortune Hunt est un jeu hybride publié en 1982 sur Videopac. Il est le troisième de la série Master Strategy Series, proposant une expérience mêlant jeu vidéo et jeu de plateau,, et également le dernier puisqu'un quatrième volet alors en cours d'écriture, basé sur les aventures de Sherlock Holmes, n'a pas vu le jour avant que Philips se retire du marché du jeu vidéo.

## Système de jeu
The Great Wall Street Fortune Hunt est un jeu de transactions financières, au même titre que Monopoly ou Acquire. Chaque joueur commence la partie avec un capital de 100 000 $ qu'il peut investir dans diverses sociétés. Le Videopac permet de saisir les investissements de chaque joueur, et gère à chaque tour les dépêches d'information et les fluctuations financières qui en découlent, ainsi que le cours des actions. Le vainqueur est celui qui a le plus gros capital à l'issue de 20 tours (représentant 5 ans dans le jeu).
Il y a 27 entreprises  qui figurent dans le jeu. Leur noms sont ceux de sociétés réelles, parmi les plus importantes à l'époque :
- American Broadcasting Companies, Inc (ABC)
- Aetna Life & Casualty Company (AET)
- Bandag, Inc. (BDG)
- General Portland, Inc (GPT)
- International Business Machines, Inc. (IBM)
- Jewel Companies, Inc. (JWL)
- Lockheed Corporation (LOK)
- McDonald's Corporation (MCD)
- Merrill Lynch & Co. (MER)
- Monsanto Company (MTC)
- The Maytag Company (MYG)
- New England Electric System (NEE)
- National Medical Enterprises, Inc. (NME)
- Proctor & Gamble Company (PAG)
- Jos. Schlitz Brewing Company (SLZ)
- A.O. Smith Corporation (SMC)
- Standard Oil Company Indiana (SOI)
- Sears, Roebuck & Company (SRS)
- Texas Instruments, Incorporated (TEX)
- Toyota Motor (TOY)
- Trans World Corporation (TWA)
- U.S. Home Corporation (USH)
- United States Steel Corporation (USS)
- Western Holdings Limited (WHL)
- Wells Fargo & Company (WFB)
- Wildcat Oil Western (WOW)
- Exxon Corporation (XON)

Il y a également 3 autres placements :
- Obligations d'entreprises (BND)
- Or (GLD)
- Immobilier (RES)

## Développement
- Conception : Steve Lehner[3]
- Programmeur : Ed Averett, Jr.[3]
- Graphiste : Ron Bradford[3]

## Accueil
Electronic Games le nomme jeu le plus innovant de 1982 (« Most Innovative Game of 1982 »)[réf. nécessaire]
Philips n'a vraisemblablement pas souhaité traduire le jeu pour l'Europe. La version européenne est la version nord-américaine, importée telle quelle et reconditionnée dans des boîtes portant la mention « Videopac 46 ». Chacune contient un feuillet de traduction des principaux termes utilisés dans le jeu, sans plus. De même, la distribution semble avoir été plutôt restreinte.